# Округ Лафејет (Мисисипи)
Округ Лафејет (енгл. Lafayette County) је округ у америчкој савезној држави Мисисипи.

## Демографија
По попису из 2010. године број становника је 47.351, што је 8.607 (22,2%) становника више него 2000. године.
| Група             | 2000.          | 2010.          |
| Белци             | 27.611 (71,3%) | 33.538 (70,8%) |
| Афроамериканци    | 9.705 (25,0%)  | 11.201 (23,7%) |
| Азијати           | 648 (1,7%)     | 1.006 (2,1%)   |
| Хиспаноамериканци | 427 (1,1%)     | 1.073 (2,3%)   |
| Укупно            | 38.744         | 47.351         |